# Eichrodt (Wutha-Farnroda)
Eichrodt is een dorp in de Duitse gemeente Wutha-Farnroda in  Thüringen. De gemeente maakt deel uit van het Wartburgkreis.  Het dorp wordt voor het eerst genoemd in 1349. Eichrodt werd in 1924 samengevoegd met Wutha dat in 1987 fuseerde met Farnroda. 